# Chambœuf (Loira)
 Chambœuf  es una población y comuna francesa, situada en la región de Auvernia-Ródano-Alpes, departamento de Loira, en el distrito de Montbrison y cantón de Saint-Galmier.

## Demografía
| 430 | 445 | 712 | 866 | 1100 | 1358 |
| Para los censos de 1962 a 1999 la población legal corresponde a la población sin duplicidades (Fuente: INSEE [Consultar]) |     |     |     |      |      |